# Schlacht um Cholm
Die Schlacht um Cholm, auch Kessel von Cholm, fand während des Zweiten Weltkrieges an der deutsch-sowjetischen Front im Bereich der Heeresgruppe Nord statt. Sie begann am 18. Januar 1942 mit einem Angriff sowjetischer Partisanen auf den deutsch besetzten Verkehrsknotenpunkt Cholm (russisch Холм). Wenige Tage darauf schloss die Rote Armee die Stadt samt ihrer Besatzung ein. Cholm wurde über drei Monate lang aus der Luft versorgt, bevor deutsche Truppen durch einen Entsatzangriff im Mai 1942 wieder Verbindung mit der Besatzung aufnehmen konnten.
Während der Schlacht um Cholm wurden zum ersten Mal an der Ostfront deutsche Truppen über einen längeren Zeitraum von gegnerischen Verbänden eingekesselt. Nach dem Ende der Kämpfe wurde die Schlacht in der NS-Propaganda zum sogenannten „Heldenkampf deutscher Soldaten“ stilisiert. Der Sieg förderte die für die deutsche Seite verheerende Vorgangsweise beim späteren Kessel von Stalingrad.

## Vorgeschichte

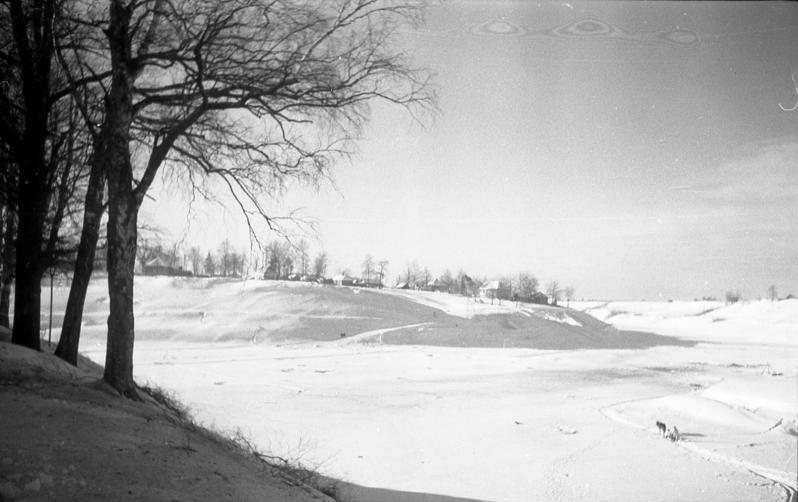
Verschneite Landschaft im Kessel von Cholm, Januar 1942

Die Stadt Cholm ist Hauptstadt des gleichnamigen Rajons in der Oblast Nowgorod. Sie liegt am Zusammenfluss von Lovat und Kunja und wird durch den Lauf dieser Flüsse und ihrer Steilufer geteilt. Die Stadt zählte Anfang 1942 etwa 6.100 Einwohner und erlangte ihre Bedeutung zum einen als wichtiger Flussübergang und zum anderen als Kreuzung je einer befestigten Fahrbahn in Nord-Süd sowie in Ost-West-Richtung. Cholm war somit ein Verkehrsknotenpunkt auf der einzigen witterungsbeständigen Nord-Süd-Verbindung zwischen Staraja Russa und Toropez, denn der größte Teil der umliegenden Landschaft war Sumpfgelände. Bereits am 3. August 1941 war der Ort von Verbänden der Wehrmacht eingenommen worden. Danach hatte sich in der Umgebung eine Brigade sowjetischer Partisanen gebildet, die in geringem Maß gegen die rückwärtigen deutschen Verbindungslinien operierte. In den Monaten von August 1941 bis Januar 1942 diente Cholm den deutschen Truppen lediglich als Versorgungsbasis und Umschlagplatz, der in einiger Entfernung von der Front nur von Trossen, rückwärtigen Diensten und schwachen Sicherungskräften besetzt war.
Nachdem der deutsche Vormarsch im Dezember 1941 in der Schlacht um Moskau zum Stehen gebracht worden war, schritt die Stavka (sowjetisches Hauptquartier) im Januar 1942 zur Gegenoffensive. Am 8. Januar 1942 begann mit der Toropez-Cholmer Operation die Offensive der 3. Stoßarmee (Generalleutnant Maxim Alexejewitsch Purkajew) zwischen Dolmaticha und Selischarowo, unterstellt waren die 23., 33., 257. und 391. Schützendivision, dazu kamen 4 Ski-Bataillone. Der gemeinsame Angriff mit der 4. Stoßarmee überraschte den rechten Flügel der Heeresgruppe Nord, der von der 16. Armee südlich des Ilmen-Sees gebildet wurde. Bereits am nächsten Tag erzielten die sowjetischen Verbände erste Einbrüche in die deutsche Front und weiteten sie in den folgenden Tagen aus. Da das Oberkommando des Heeres (OKH) eine Absetzbewegung kategorisch ausgeschlossen hatte, um den Anschluss zur Heeresgruppe Mitte nicht zu verlieren, versuchte der neu ernannte Oberbefehlshaber der Heeresgruppe Nord, Generaloberst Georg von Küchler, die feindlichen Einbrüche mit anderswo herausgelösten Truppen abzuriegeln. Er beorderte dazu am 18. Januar 1942 das XXXIX. Armeekorps (mot.), während für die Sicherung des Verkehrsknotenpunktes Cholm die 218. Infanterie-Division vorgesehen war. Diese hatte in Dänemark gestanden; die Verlegung in den Raum Cholm war zu diesem Zeitpunkt noch nicht abgeschlossen. Sie traf mit Teilkräften erst ab dem 28. Januar im Frontgebiet ein.

## Operationsverlauf

### Partisanenangriff
Nachdem der sowjetische Großangriff begonnen hatte, gewann er schnell Raum in Richtung der Lovat, während die deutschen Truppen ausweichen mussten. Bereits am 17. Januar 1942 kämpfte nur noch eine deutsche Kampfgruppe in Regimentsstärke östlich von Cholm. Um diesen wichtigen Verkehrsknotenpunkt zu erobern, plante der sowjetische Stabschef der Nordwestfront, Generalleutnant N. F. Watutin, eine enge Zusammenarbeit mit der 2. Leningrader Partisanenbrigade unter dem Kommando von Oberstleutnant N. G. Wassiljew. Diese sollte die Stadt in der Nacht vom 17. auf den 18. Januar besetzen und bis zum Eintreffen der regulären Truppen halten. Nach sowjetischen Angaben beteiligten sich an der folgenden Aktion acht Partisanen-Abteilungen mit ungefähr 800–1000 Mann aus einem Umkreis von 80 Kilometern.
Am Abend des 17. Januar gingen diese in Bereitstellung und sperrten alle Zufahrts- und Verbindungswege zum Ort. Am Morgen des 18. Januar um 4:00 Uhr griffen sie schließlich aus drei Richtungen an, wobei der Hauptstoß von Westen erfolgte, weil dort die Stadt am wenigsten befestigt war. Der Angriff war stark genug, um das OKW aufmerksam zu machen. „Starker Partisanenangriff gegen Cholm“ wurde im Kriegstagebuch notiert, während die sowjetische Geschichtsschreibung später betonte, dass es sich um die bis dahin größte sowjetische Partisanen-Operation gehandelt habe. Die deutschen Soldaten waren davon überrascht und zogen sich bis 11:00 Uhr ins Zentrum der Stadt zurück. Dort leisteten sie von der Kirche und dem GPU-Gefängnis aus erfolgreich Widerstand. Die sowjetische 33. Schützendivision, welche die Partisanen eigentlich erreichen sollte, wurde durch deutsche Truppen östlich von Cholm aufgehalten. Ohne Unterstützung und Munition mussten sich die Partisanen schließlich am frühen Abend zurückziehen. Vereinzelte Kämpfe mit den Partisanen dauerten noch bis zum 21. Januar an.

### Einschließung der Stadt

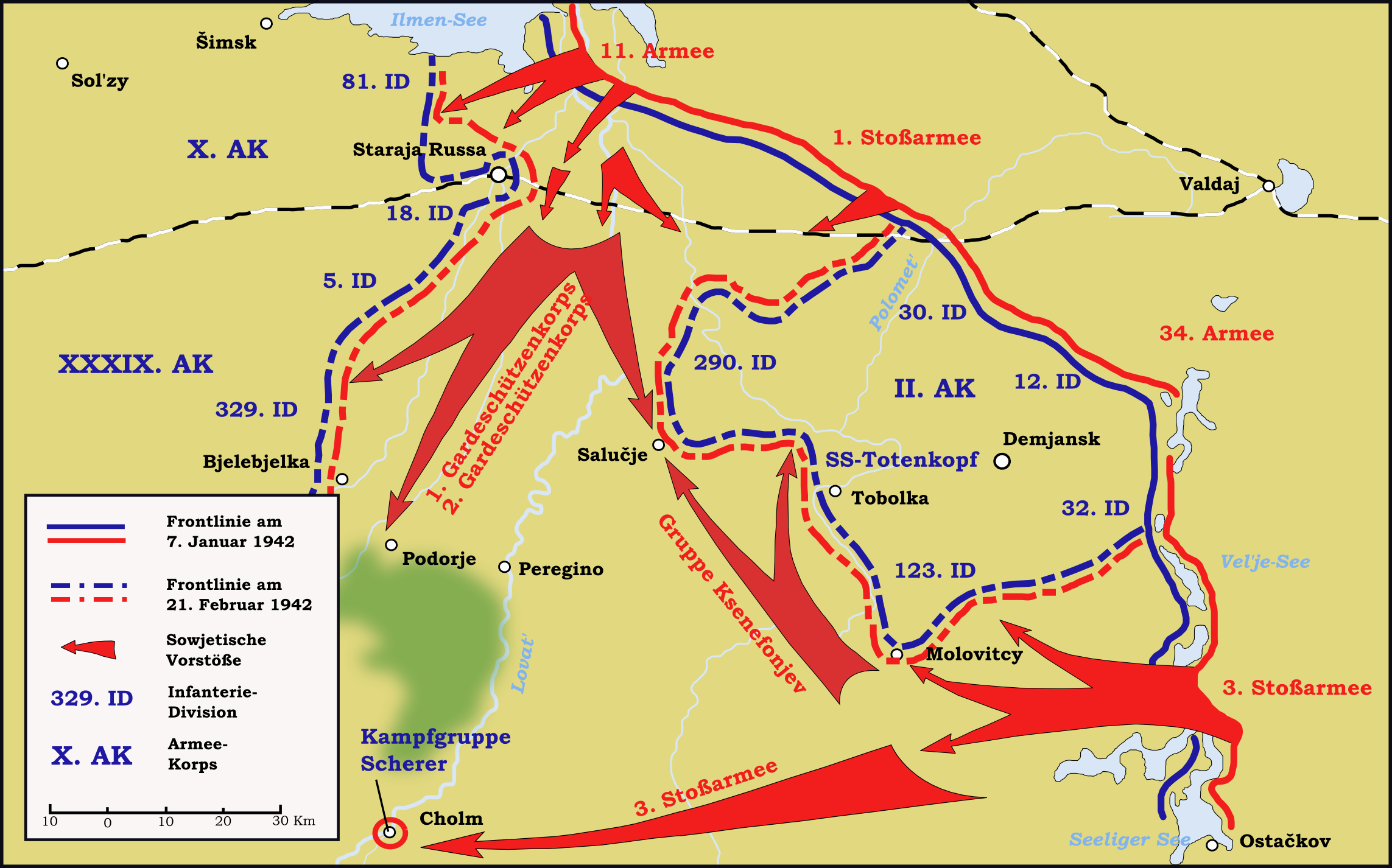
Offensive der Roten Armee südlich des Ilmensees, 7. Januar – 21. Februar 1942

In der Nacht zum 19. Januar 1942 traf der Kommandeur der 281. Sicherungs-Division Generalmajor Theodor Scherer mit seinem Divisionsstab ein und übernahm den Gesamtbefehl über die im Raum Cholm stehenden Verbände. Die Division hatte bisher im rückwärtigen Gebiet der Heeresgruppe Nord Sicherungsaufgaben gegen Partisanen wahrgenommen und musste mit Teilen nunmehr die Fronttruppen verstärken. Bis zur Einschließung der Stadt war jedoch nur ihr Kommandeur Scherer in Cholm eingetroffen. Somit standen zur Verteidigung des Ortes nur wenige kleinere Einheiten verschiedener Verbände zur Verfügung. Im Wesentlichen waren dies drei Kompanien des Reserve-Polizei-Bataillons 65, drei Kompanien Infanterie, Teile des Infanterie-Regiments 386, Trosse und Angehörige der rückwärtigen Dienste, die sich im Raum Cholm befanden. Dies waren zunächst nur etwa 3500 Mann. Unter dem Druck des sowjetischen Vormarsches zogen sich weitere Wehrmachtverbände von Osten her auf Cholm zurück, welche in der Folge die „Kampfgruppe Scherer“ verstärkten. Ebenso gelangten noch Teile eines Infanterieregimentes und des Jagdkommandos 8 in den Kessel.
Bereits am 16. Januar hatte die sowjetische 3. Stoßarmee den Befehl zur Einnahme Cholms bis zum 19. Januar erhalten. Am 17. Januar, dem Vorabend des Partisanenüberfalls, standen ihre Verbände 20–25 km östlich der Stadt in der Nähe des Ortes Krasnij Klin. Purkajev konnte nur die 33. Schützendivision (Oberst A. K. Makarjew) von Osten her auf Cholm ansetzen, denn die Panzer des 146. Panzerbataillons waren wegen Treibstoffmangels zurückgeblieben. Allgemein gestaltete sich die Versorgung auch auf sowjetischer Seite schwierig. Die Division erreichte den Stadtrand erst am 20. Januar, während die 257. Schützendivision und die 31. Schützenbrigade die Stadt im Süden umgingen. Bis zum 22. Januar hatten diese drei Verbände den Ort eingeschlossen.
Noch am 21. Januar begannen das 73. und 82. sowjetische Schützenregiment der 33. Schützendivision von Süden und Südwesten her einen ersten Großangriff, der zur Eroberung des Westteiles der Stadt und der Lovat-Brücke führte. Für die deutschen Truppen gestaltete sich die Lage dabei schwierig, da es im Kessel bereits an Granaten und sonstiger Munition fehlte und sich der Gefechtsstand der Kampfgruppe selbst schon fast in der vordersten Linie befand.

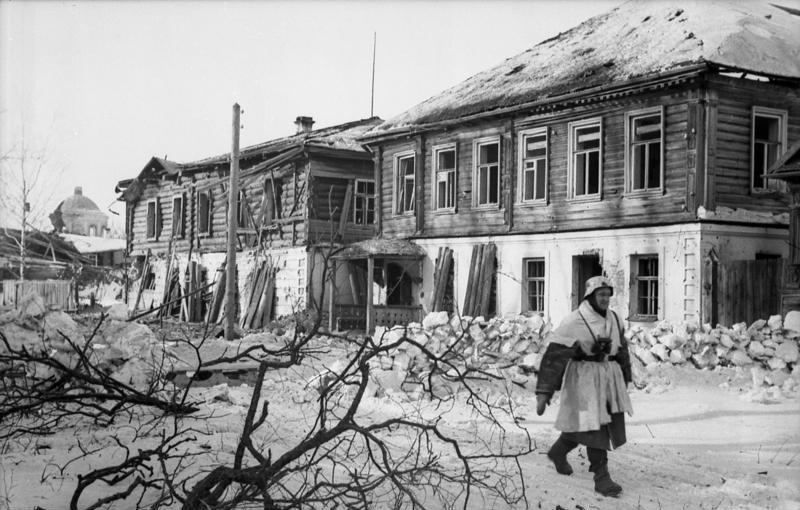
Straße mit beschädigten Holzgebäuden in Cholm

Am folgenden Tag, dem 23. Januar, erhielten die sowjetischen Verbände schließlich Verstärkung durch das 146. Panzer-Bataillon mit dreizehn Panzern (2 T-34, 11 T-60), nachdem dieses mit Treibstoff versorgt worden war. Die T-34 kamen aus ungeklärten Umständen nicht zum Einsatz, während die elf T-60 noch am gleichen Tag zum Angriff auf den östlichen Stadtteil angesetzt wurden. Diese aufzuhalten, bereitete den Verteidigern große Schwierigkeiten, da kaum Panzerabwehrwaffen zur Verfügung standen. Nur unter Einsatz von sechs Minen in Straßenbarrikaden und geballten Ladungen konnte dieser Angriff abgewehrt werden. Am 25. Januar verschlechterte sich die Lage für die deutsche Besatzung weiter durch den Verlust des Verpflegungsdepots, welches in Brand geschossen wurde und von dessen Beständen nur die Hälfte gerettet werden konnte. Unterdessen sammelten sich westlich der Stadt erste Kräfte der eintreffenden 218. Infanterie-Division und anderer deutscher Verbände. Sie wurden unter dem Kommandeur der Division Generalmajor Horst Freiherr von Uckermann zusammengefasst und als „Kampfgruppe Uckermann“ zum sofortigen Entsatz von Cholm angesetzt. Am 26. Januar gelang diesen Kräften aus südwestlicher Richtung ein Durchbruch durch die Linien des sowjetischen 73. Schützenregiments, das von einer Abteilung des 44. Artillerieregiments unterstützt wurde. Ungefähr 200 Infanteristen vom Maschinengewehr-Bataillon 10 (M10) gelangten noch am 27. Januar 1942 als Verstärkung in den Kessel, bevor dieser von der Roten Armee wieder geschlossen werden konnte. Später gelang auf dem gleichen Weg noch einmal die Zuführung einiger Sturmgeschütze. Mit Hilfe dieser Verstärkungen gelang der „Kampfgruppe Scherer“ die Rückeroberung des nordwestlichen Teils der Stadt, der, neben dem Flugfeld gelegen, unentbehrlich für eine mögliche Luftversorgung war. Bei diesen Kämpfen wurde das sowjetische 162. Schützenregiment bis auf 312 Mann aufgerieben. Noch Ende Januar gingen die Kämpfe um einen Entsatz Cholms weiter. Von außen trat noch einmal die „Kampfgruppe Uckermann“ an und drang bis zum 31. Januar 10–15 Kilometer in Richtung des Kessels vor, während Generalmajor Scherer einen Stoßtrupp zur Vereinigung ansetzte. Dagegen führte das Kommando der 3. Stoßarmee aus seiner Reserve die 45. Schützenbrigade heran, welcher es gelang, eine Vereinigung der deutschen Stoßkeile zu verhindern.
Nachdem die Verbände der Roten Armee diesen Entsatzangriff abgewiesen hatten und dabei bereits seit zehn Tagen Cholm selbst angriffen, waren auch sie am Ende ihrer Kräfte. Die Regimenter der 33. Schützendivision zählten wegen der hohen Verluste nur noch je 200–300 Soldaten. Deshalb stellten sie ab dem 1. Februar die Angriffe vorläufig ein. Insgesamt hatte die Besatzung von Cholm in den Tagen vom 18. bis zum 28. Januar 1942 sechs Angriffe und 15 Gegenstöße sowie 20 Stoß- und Spähtruppunternehmungen durchgeführt. Dabei hatte sie 27 feindliche Angriffe, von denen sieben mit Panzerunterstützung stattfanden, abgewehrt. Diese heftigen Kämpfe hatten bereits zu hohen Ausfällen geführt. Allein 30 Offiziere, 250 Unteroffiziere und etwa 1000 Mannschaften sollen bis zu diesem Zeitpunkt gefallen oder verwundet worden sein. Nachdem die Entsatzversuche des deutschen XXXIX. Armeekorps (mot.) mit der „Kampfgruppe Uckermann“ wegen Kräftemangels nur noch „Stoßtruppcharakter“ gehabt hatten und gescheitert waren, war die Besatzung von Cholm seit dem 27./28. Januar endgültig abgeschnitten.

### Kämpfe um den Kessel

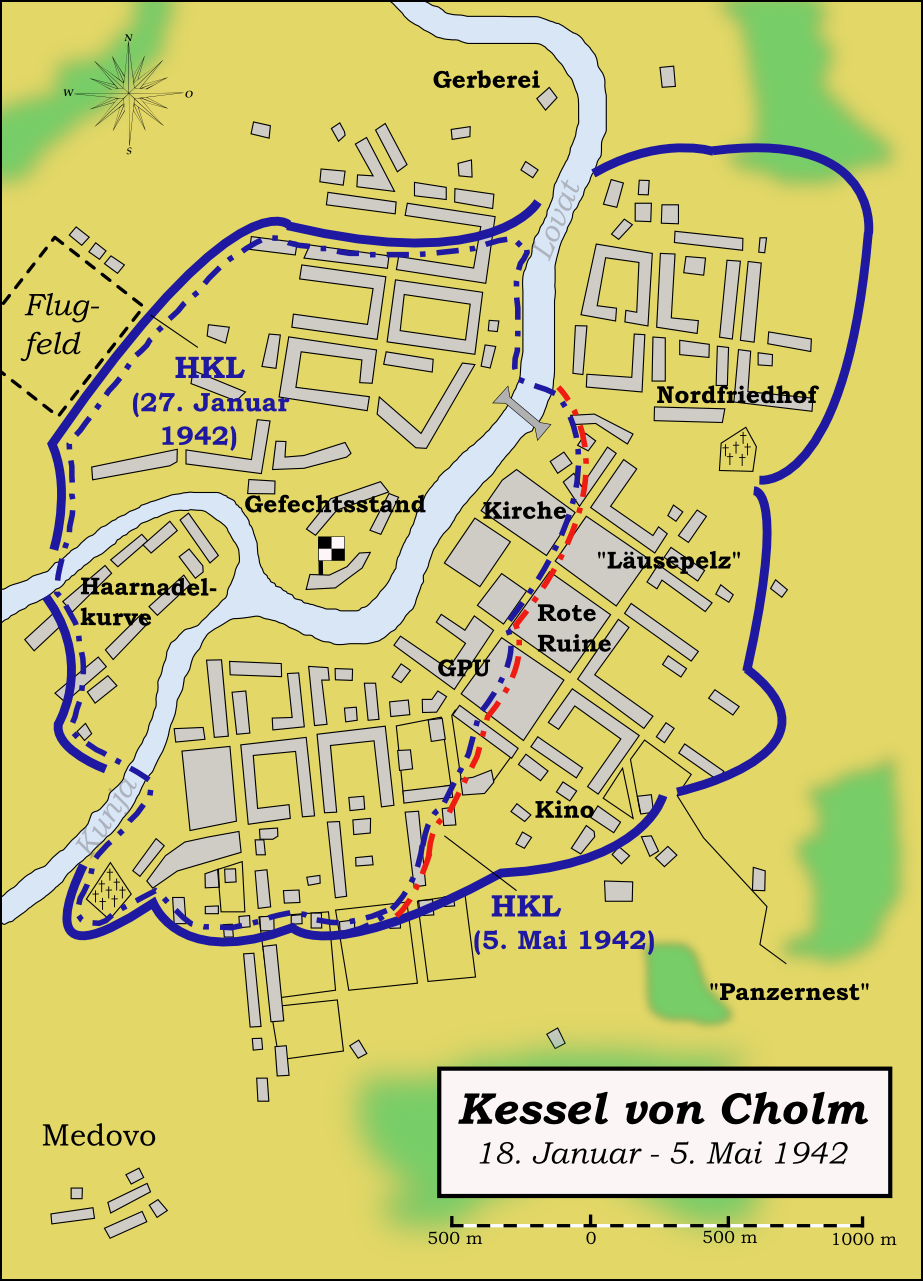
Kessel von Cholm 18. Januar–5. Mai 1942

Die genaue Stärke der verschiedenen Einheiten, die sich nach und nach in Cholm zusammenfanden und dann die „Kampfgruppe Scherer“ bildeten, ist nicht bekannt. Wie bereits angegeben findet sich in der Literatur die Angabe von etwa 3.500 Mann zum Zeitpunkt der Einkesselung. Zu diesen kamen noch diverse kleinere Truppenteile und Verstärkungen unbekannter Größe durch die ersten Entsatzversuche oder auf dem Luftweg. Da auch die Zahlen über die Verluste im Verlauf der Kämpfe ungenau sind, kann keine Aussage hinsichtlich der konkreten Truppenstärke der Kampfgruppe in den verschiedenen Phasen der Kämpfe gemacht werden. Einen Hinweis liefert jedoch die bekannte Zahl von 5.500 nach der Schlacht verliehenen Cholm-Schilden. Neben der Schwierigkeit, die Zahl der Soldaten zu ermitteln, lässt sich auch die Ausrüstung und Kampfkraft der zusammengeworfenen Kampfgruppe kaum bewerten. Nach den Kämpfen bis Ende Januar 1942 bestanden die deutschen Truppen in Cholm im Kern aus Teilen des Infanterie-Regiments 386 der 218. Infanterie-Division, der 1. Kompanie des Infanterie-Regiments 551 der 329. Infanterie-Division, und des Infanterie-Regiments 416 der 123. Infanterie-Division. Hinzu kamen zahlreiche kleinere Verbände wie z.B die 1. Kompanie der Aufklärungs-Abteilung 218 und Trosseinheiten, sogar eine Flussschifferabteilung der Kriegsmarine. Insgesamt standen nach dem Einfliegen von Verstärkungen unter dem Kommando des Stabes der 281. Sicherungs-Division Angehörige von etwa 60 verschiedenen Formationen.

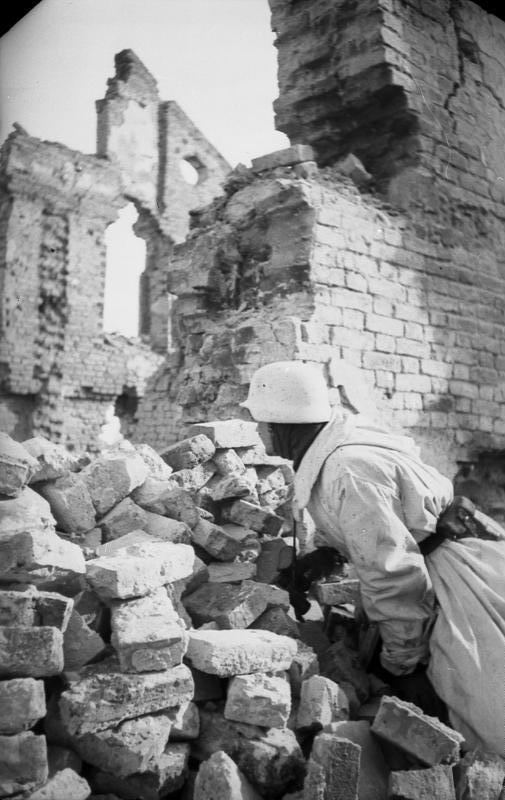
Deutscher Posten in der Roten Ruine

Mit diesen Kräften wurde eine Fläche von etwa 1½ bis 2 Quadratkilometern (je nach Lage der Hauptkampflinie) gehalten. Dabei war die geringe räumliche Ausdehnung des Kessels auch ein Vorteil, der es den Verteidigern ermöglichte die wenigen Verteidigungskräfte effektiv einzusetzen und schnell an Brennpunkten zusammenziehen zu können. Allerdings bedeutete es auch, dass das gesamte Gebiet in der Reichweite sowjetischer Artillerie lag und jeder tiefe Einbruch eine unberechenbare Gefahr der Zerschlagung des Kessels darstellte und oft durch verlustreiche Gegenangriffe wieder wettgemacht werden musste.
Auch für die sowjetische Seite besteht Unsicherheit über die Stärke der eingesetzten Truppen. Theoretisch verfügten die um Cholm eingesetzten Verbände über eine Stärke von etwa 23.000 Mann, doch ist nicht überliefert in welchem Zustand sich die Einheiten beim Erreichen der Stadt befanden. Außerdem überliefert die sowjetische Literatur nur unvollständige Angaben über die Verluste, den Personal- und Materialersatz sowie Verstärkungen. Sicher ist, dass die sowjetischen Truppen bei Cholm mit begrenzten Mitteln agieren mussten, da die Masse der 3. Stoßarmee nach Süden gegen Velikije Luki angesetzt wurde, während ein anderer Teil an der Einschließung der deutschen Truppen im Raum Demjansk beteiligt war (→ Kesselschlacht von Demjansk). So kamen zwar bei Cholm einige Panzer zum Einsatz, welche aber die Infanterie im Kampf in Ortschaften nur bedingt unterstützen konnten und nach Beginn des Tauwetters im sumpfigen Gelände nur noch beschränkt einsetzbar waren. Auch mangelte es dem zur Unterstützung des Kampfes um Cholm herangeführten 44. Artillerieregiment an ausreichend Munition. Somit mussten sich auch Purkajevs Truppen auf einen vor allem infanteristischen Kampf einlassen.

#### Luftversorgung

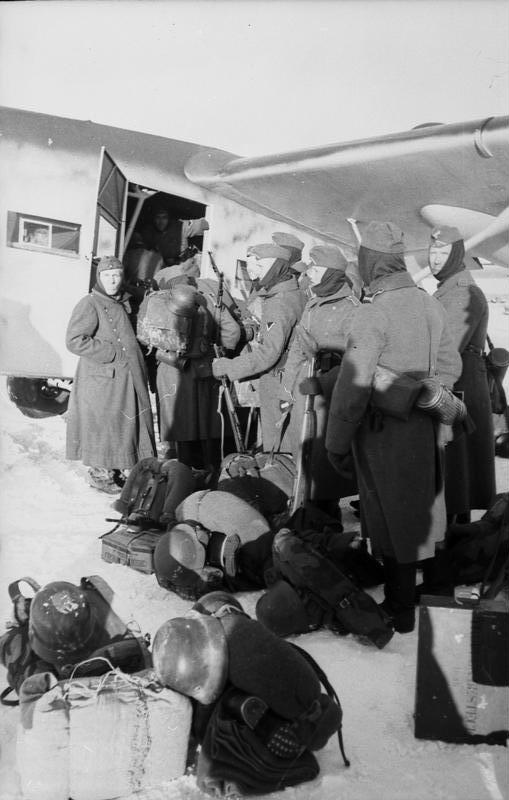
Beladen eines Lastenseglers Go 242 mit Verstärkung für Cholm

Ab Anfang Februar lief die Luftversorgung der eingeschlossenen Besatzung von Cholm an. Es gab zwar ein kleines Flugfeld von ungefähr 200 × 500 Metern Größe westlich der Stadt, doch dieses lag unter ständigem sowjetischen Artilleriebeschuss. Zunächst konnten dort in den ersten Februartagen noch Transportmaschinen vom Typ Ju 52 der Kampfgruppe z. b. V. 172 (teilweise auch der Kampfgruppe z. b. V. 4) landen, um Truppen und Güter auszuladen. Allerdings erlitten diese dabei hohe Verluste. Allein am 3. Februar wurden drei Flugzeuge am Boden durch sowjetische Bomber zerstört. Insgesamt verlor die Gruppe fünf von ihren sieben eingesetzten Maschinen. Deshalb mussten diese Versorgungsflüge nach knapp einer Woche am 9. Februar wieder eingestellt werden. Nach Angaben des sowjetischen Chefs der Operationsabteilung der 3. Stoßarmee, General G. G. Semjonov, leitete der Kommissar des Artillerieregiments 44 Oberleutnant Podkovyrkin mit zwei 76-mm-Geschützen und wenig Munition den Beschuss des Flugfeldes aus einem Wald östlich davon. Stattdessen verlegte man sich auf das Abwerfen von Versorgungsbomben (V-Bomben) mittels Bombern des Typs Heinkel He 111 der Kampfgeschwader 4 und 53 und später zusätzlich auf den Einsatz von Lastenseglern vom Typ Gotha Go 242 und DFS 230. Die Versorgung der Besatzung konnte auf diese Weise durch die Luftwaffe jedoch nicht sichergestellt werden. Die Versorgungslage wurde schnell so prekär, dass trotz der damit verbundenen hohen Verluste Ende Februar und Mitte März sporadisch wieder Ju 52 eingesetzt werden mussten, um die gröbsten Versorgungsengpässe zu überwinden und Verstärkungen heranzubringen.

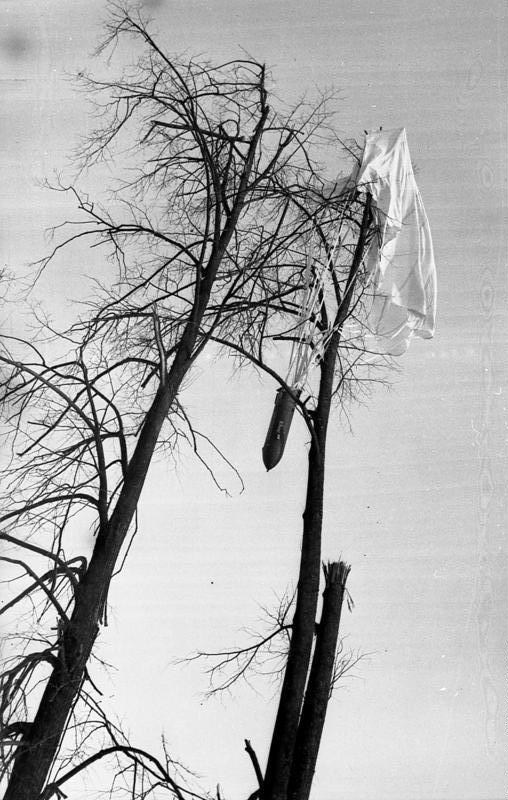
Versorgungsbombe, die aus einem Baum geborgen werden musste

Die Methode der Luftversorgung mittels V-Bomben hatte Nachteile, denn viele von ihnen landeten vom Wind abgetrieben im Fluss oder im sowjetischen Feuerbereich. Um diese Versorgungsgüter zu bergen, mussten jeweils am Abend Stoßtruppunternehmen durchgeführt werden. Die sowjetischen Truppen versuchten ihrerseits, die Bergung durch Schrapnellfeuer zu behindern. Problematisch war es auch, dass diese Methode der Versorgung sehr wetterabhängig war. Besonders im März erreichte deshalb nur ein Bruchteil der benötigten Versorgungsgüter die eingeschlossenen Verbände. Manchmal explodierte die transportierte Munition beim Aufprall auf den Boden. Insgesamt erreichten während der Belagerung um die 7000 V-Bomben die Besatzung von Cholm. Um die V-Bomben ins Ziel zu bringen, waren die He 111 gezwungen, unter 400 Meter Tiefe zu fliegen, und erlitten dabei hohe Verluste. Anfang Februar 1942 mussten drei Bomber hinter den sowjetischen Linien notlanden. Insgesamt gingen bei der Versorgung von Cholm 55 Flugzeuge verloren (27 Ju 52 und 28 He 111).
Der Einsatz von Lastenseglern erwies sich aufgrund ihrer höheren Ladekapazität als effektiver, doch auch sie waren stark wetterabhängig. Mit ihrer Hilfe konnte wichtiges Material und Verstärkung in die Stadt gebracht werden, so unter anderem eine Panzerabwehrkanone (Pak) mit Bedienung, eine Flugabwehrkanone (Flak), ein schwerer Ladungswerfer, eine Funkstelleneinrichtung, ein Sanitätsoffizier, ein Artillerieoffizier sowie 19 Mann Verstärkung. Insgesamt landeten 80 Lastensegler mit mehr als 200 Tonnen Material. Da die Besatzungen der Segler nicht wieder ausgeflogen werden konnten, wurde die Kesselbesatzung auch personell verstärkt. Als das Vorgelände und das Flugfeld des Kessels zeitweise verlorengingen, landeten die Lastensegler auf den breiteren Straßen der Stadt. Nachdem auch ein Teil des Stadtgebietes von der Roten Armee erobert worden war, blieb für die größeren Gotha-Lastensegler keine geeignete Straße mehr. Nur die kleineren DFS230-Lastensegler konnten noch auf einer Straße landen, weswegen der Hauptteil der Versorgung über V-Bomben erfolgte.

#### Bedingungen im Kessel

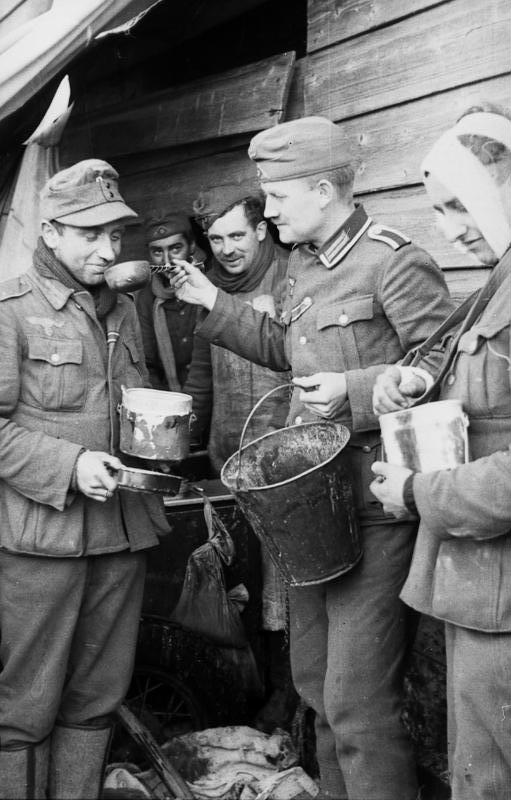
Gruppe deutscher Soldaten

Die Besatzung des Kessels von Cholm litt vor allem unter zwei Missständen: Zum einen unter den harten Witterungsbedingungen und zum anderen unter der völlig unzureichenden Versorgung. Im Februar wurden −40 °C bis −46 °C gemessen, was zu erheblichen Erfrierungen führte, zumal Winterbekleidung nur in geringem Umfang zur Verfügung stand und weitere erst eingeflogen werden musste. Selbst Mitte März betrugen die Temperaturen noch bis zu −30 °C mit häufig auftretenden Schneestürmen. Da auch die Verpflegung mittels V-Bomben herangeschafft werden musste, waren die täglichen Rationen nur gering. Auch wenn Reserven in Lagern angelegt werden konnten, fielen diese oft dem sowjetischen Artilleriefeuer zum Opfer. Bis Ende März waren bereits fast alle Zugtiere geschlachtet worden, bevor ein Befehl den Verzehr der letzten 50 Pferde verbot, da diese für die Aufrechterhaltung des Dienstbetriebes (Ziehen von Lastenseglern und Kanonen) unentbehrlich waren. Im April sanken die Brotrationen auf lediglich 300 Gramm pro Tag.

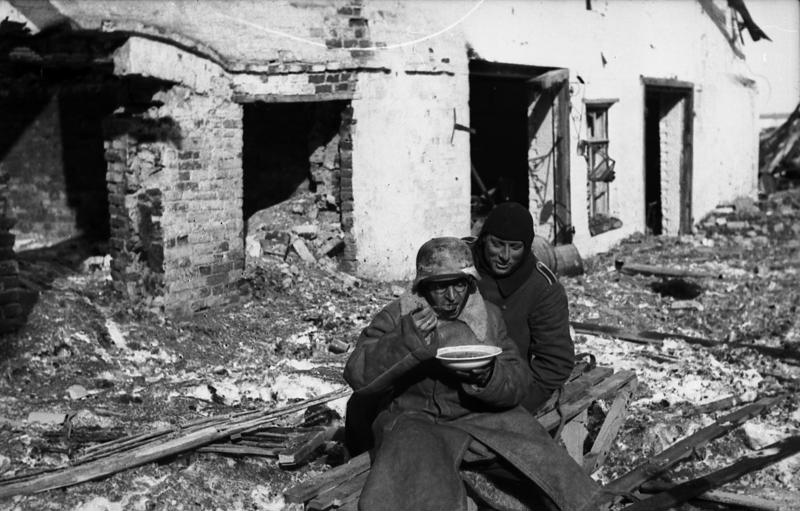
Soldaten vor Ruinen in Cholm bei einer Mahlzeit

Die hygienischen Umstände waren schlecht, da die Menschen, Zivilisten wie Soldaten, in den Kellern und Unterständen auf engstem Raum lebten und es kaum Waschgelegenheiten gab. In der Folge breitete sich Fleckfieber aus; da Impfstoffe erst eingeflogen werden mussten, stieg die Anzahl der Erkrankten bis Anfang April auf etwa 400 Menschen an. Bis zum 8. Februar konnten mehr als 500 Verwundete und Kranke mit Ju 52 ausgeflogen werden, dann wurden diese Flüge eingestellt. Danach versuchte man die Verwundeten in Verbandsplätzen zu sammeln. Da diese jedoch häufig unter Beschuss gerieten und verlegt werden mussten, entschied man sich dafür, die leichter Verwundeten in den Kellern und Quartieren ihrer jeweiligen Einheiten unterzubringen. Nur der Hauptverbandsplatz in der „Haarnadelkurve“ mit 18 zerstörten Häusern wurde als zentrale Sammelstelle für Schwerverwundete beibehalten. Die Zahl der Verwundeten und Kranken erhöhte sich schließlich auf etwa zwei Drittel der gesamten Kesselbesatzung. Die Gefechtsstärke der 300 Mann zählenden Truppe im Nordabschnitt betrug am 15. März nur 160 einsatzfähige Soldaten. Um die Stellungen zu verteidigen, wurde es deshalb notwendig, die Verwundeten zum Dienst heranzuziehen. Ganze Reservegruppen, die ausschließlich aus Verletzten bestanden, nahmen an den Gefechten teil.

#### Kampfverlauf

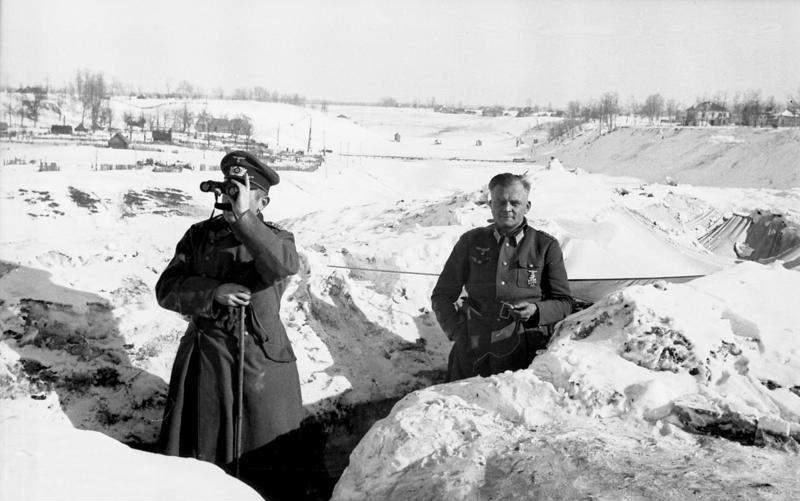
Oberstleutnant Johannes Manitius (rechts) und Stabsarzt Dr. August Ocker im Gefechtsstand des Infanterie-Regiments 386.

Die sowjetische 3. Stoßarmee führte ihren Angriff in südlicher Richtung auf Toropez und Welikije Luki weiter. Bis Mitte Februar dehnte sich ihre Frontbreite somit auf über 200 Kilometer aus und ihr Angriffsschwung ging verloren. Sie war deshalb gezwungen, in der erreichten Linie zur Verteidigung überzugehen. Obwohl Cholm als Verkehrsknotenpunkt für die sowjetische Führung von Bedeutung war, musste sich diese gleichzeitig auch auf die Kämpfe um den weit größeren Kessel von Demjansk konzentrieren, in dem seit dem 8. Februar sechs deutsche Divisionen eingeschlossen waren. Die geplante Zerschlagung dieser deutschen Verbände erhielt daher Priorität, so dass die sowjetischen Truppen um Cholm mit den eigenen Mitteln auskommen mussten.
Nach den Kämpfen Ende Januar kehrte in den folgenden Tagen relative Ruhe ein, auch wenn der Kessel unter ständigem Artillerie-Beschuss lag. General Purkajew führte zur Verstärkung der 33. Schützendivision auch die 391. Schützendivision heran. Am Freitag, dem 13. Februar, begannen die sowjetischen Belagerer mit diesen Kräften einen erneuten konzentrischen Großangriff. Im Mittelpunkt der Abwehr stand das GPU-Gefängnis, das als eines der wenigen festen Gebäude der Stadt einen wichtigen Stützpunkt darstellte. In den folgenden Tagen mussten die deutschen Verteidiger sich abschnittsweise aus dem Nordwestteil und aus einem Stück des Ostteils der Stadt zurückziehen. Ursächlich dafür war vor allem, dass die Besatzung zu diesem Zeitpunkt kaum über panzerbrechende Waffen verfügte. Nur ein erbeutetes sowjetisches Geschütz ohne Visier, geballte Ladungen und Panzerbüchsen standen zur Verfügung. Erst später konnten weitere schwere Waffen eingeflogen werden. Am 19. Februar forderte Generalmajor Scherer deshalb dringend Unterstützung und die Zuführung einer Fallschirmjäger-Kompanie an. Ohne diese Kräfte meinte er die Stellung nicht länger halten zu können. Da eine solche Einheit nicht zur Verfügung stand, entschied sich das OKH dazu, das III. Bataillon des Luftwaffen-Feld-Regiments 1 mit Ju 52 in den Kessel einzufliegen, was aber letztendlich aus unbekannten Gründen nicht erfolgte.

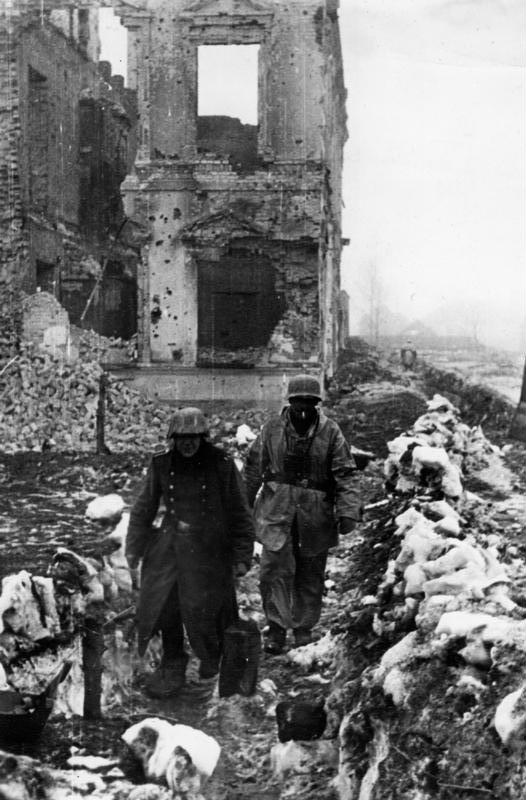
Deutsche Soldaten in den Ruinen von Cholm

Während der folgenden Wochen kam es zu keinen Großangriffen, doch andererseits verging auch kein Tag, an dem nicht an der Kesselfront Gefechte geführt wurden, entweder durch sowjetische Angriffe, deutsche Gegenangriffe oder bei der Bergung von Versorgungsgütern. Hinzu kam der ständige Beschuss der Stadt durch sowjetische Artillerie. Demgegenüber wurde die Besatzung des Kessels durch Kampfverbände der Luftwaffe unterstützt, deren Sturzkampfflugzeuge über Funk eingewiesen wurden. Auch die in zwölf Kilometer Entfernung stehende deutsche Artillerie der Entsatzkräfte wurde oft um Unterstützung gebeten. Fliegern wie Artillerie fiel dabei die Aufgabe zu, erkannte sowjetische Truppenbereitstellungen und deren Artillerie zu bekämpfen. Auch hier erfolgte die Feuerleitung aus dem Kessel heraus.

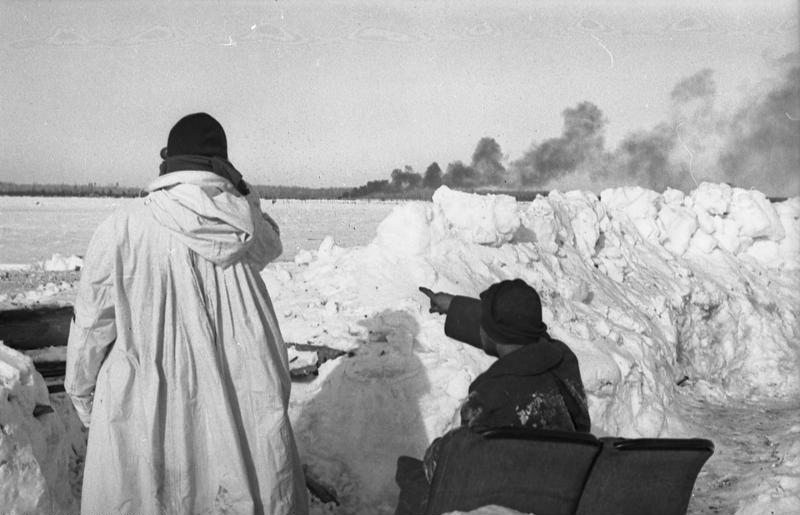
Deutsche Soldaten hinter einer aus Schnee aufgeworfenen Deckung, im Hintergrund die Ebenen um Cholm

Durch den Bodenfrost war es weitgehend unmöglich, Schützengräben und Feldstellungen anzulegen (einige Unterstände und Keller liefen zudem mit Tauwasser voll). Stattdessen diente lediglich der meterhohe Schnee zum Verschanzen der Linien. Die Bestattung von Gefallenen war aufgrund des hart gefrorenen Bodens nicht möglich. Gleichzeitig erleichterte der Schnee den sowjetischen Soldaten die Annäherung an die deutschen Stellungen und der gefrorene Boden erlaubte den Einsatz von Kampfpanzern in dem ansonsten sumpfigen Gelände. Bis Mitte März 1942 eroberten die sowjetischen Soldaten neun Steinhäuser und den Friedhof im Nordosten der Stadt. Als Ende März schließlich Tauwetter einsetzte, schmolz der Schnee, während der Boden zunächst gefroren blieb. Damit verloren die Truppen beider Seiten ihre Stellungen und Deckungsmöglichkeiten. Hinzu kam auf deutscher Seite der Nachteil, dass die Flüsse nun (unter anderem durch Treibeis) für Melder und Truppen schwieriger zu passieren waren, was den Kessel praktisch in mehrere Teile aufsplitterte.
Anfang bis Mitte April führte die Rote Armee erneut Großangriffe durch, um die durch den Wetterumschwung entstandenen Nachteile für die Verteidiger auszunutzen. Bei diesen Angriffen gelang ihnen unter massivem Artillerie- und Panzereinsatz die Eroberung des Nord- sowie des Nordostteils der Stadt. Danach erlahmten die sowjetischen Angriffskräfte. Die „Kampfgruppe Scherer“ verlor allein in diesen Kämpfen etwa 500 Soldaten an Gefallenen und Verwundeten. Die zweite Aprilhälfte verlief vergleichsweise ruhig.

### Entsatzangriff

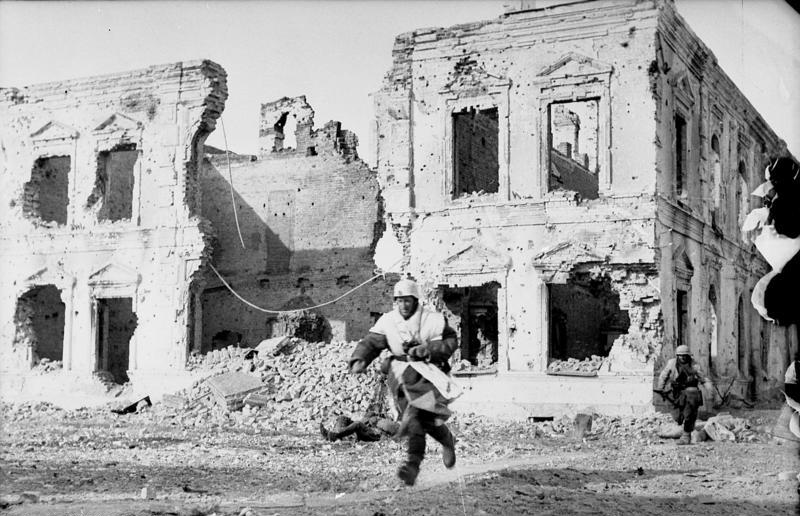
Deutsche Soldaten überqueren ein freies Schussfeld.

Nach der Einschließung von Cholm war das Oberkommando der Heeresgruppe Nord nicht in der Lage, sofort Gegenmaßnahmen einzuleiten. Die sowjetischen Truppen waren entlang der gesamten Front zur Offensive übergegangen, so dass im Januar und Februar 1942 im Bereich der Heeresgruppe Nord ernste Krisen am Wolchow (→ Schlacht am Wolchow) und um Demjansk entstanden, welche die geringen Reserven der Heeresgruppe beanspruchten. Obwohl die „Kampfgruppe Uckermann“ weiterhin um den Entsatz von Cholm bemüht war, konnten ihr dafür nur kleine hastig zusammengezogene Einheiten zur Verfügung gestellt werden. Für den 5. März plante das Oberkommando der Heeresgruppe schließlich einen weiteren großen Entsatzangriff. Dieser scheiterte jedoch bei −40 °C durch die Witterungsumstände. Außerdem erlitten die vorgesehenen Truppen schon während der Bereitstellung große Verluste durch sowjetische Artillerie. Nun strukturierte das in diesem Abschnitt kommandierende XXXIX. Panzerkorps unter General Hans-Jürgen von Arnim die Entsatzkräfte um. Der neu ernannte Kommandeur der 218. Infanterie-Division Oberst Viktor Lang übernahm am 20. März 1942 deren Führung – nun als „Gruppe Lang“ bezeichnet. Ab Mitte April wurde Langs Kampfgruppe selbst von mehreren sowjetischen Bataillonen angegriffen und musste sich zunächst verteidigen. Erst Ende des Monats war ein weiterer Versuch zum Entsatz des Kessels möglich. Der neuerliche Entsatzangriff wurde mit der Masse der 218. Infanterie-Division, dem Infanterie-Regiment 411 der 122. Infanterie-Division und der Sturmgeschütz-Abteilung 184 durchgeführt. Hinzu kamen außerdem 20 Panzer und eine gut ausgestattete Panzerjäger-Abteilung der 8. Panzer-Division. Der am 30. April begonnene Angriff („Operation Grün“) kam gegen den zähen Widerstand der 8. Garde-Schützendivision und der 71. Panzer-Brigade nur langsam voran, wurde aber zunehmend durch die Luftwaffe unterstützt.

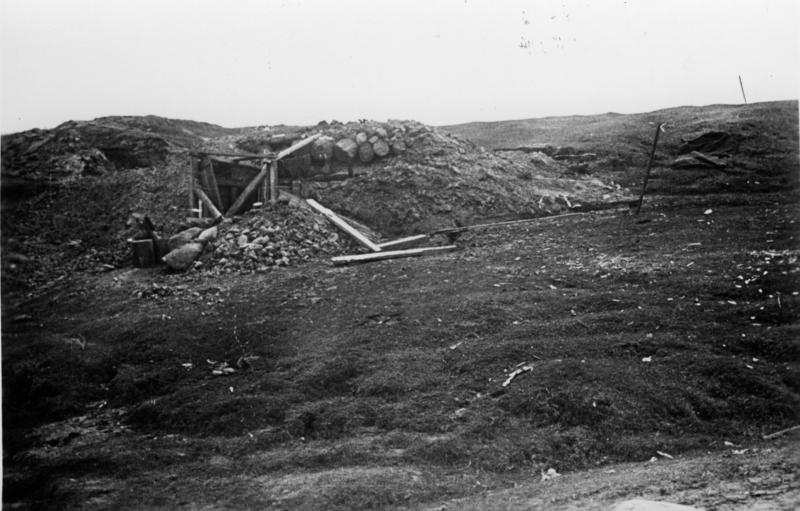
Vorpostenbunker in Cholm, Mai 1942

Die sowjetische Führung reagierte darauf, indem sie versuchte, den Kessel zu überrennen, bevor die „Gruppe Lang“ ihn erreichen konnte. Am Abend des 30. April begann deshalb von sowjetischer Seite ein Trommelfeuer auf das gesamte Kesselgelände. Dies wiederholte sich am Morgen des 1. Mai um 3:45 Uhr erneut, bevor die Rote Armee gegen 5:45 Uhr einen konzentrischen Angriff begann. Sie stieß mit Infanterie und fünf Panzern aus dem „Panzernest“ (Bodenvertiefung, in der die sowjetischen Panzer vor Angriffen bereitgestellt wurden) heraus in den Ostteil der Stadt vor und griff mit weiteren fünf Panzern von der Gerberei her auch den Nordwestteil sowie mit Infanterie von Westen her das Flugfeld an. Währenddessen lag schweres Artilleriefeuer auf der „Roten Ruine“ und der Kirche sowie auf der „Haarnadelkurve“, wo das deutsche Hauptmunitionslager getroffen wurde und ausbrannte. Obwohl der Angriff im Nordwesten bis 7:00 Uhr gestoppt werden konnte, kam es im Osten zu einer Krise. Dort fiel zu Beginn des Kampfes das einzige Pak-Geschütz durch Feindeinwirkung aus. Bis 9:00 Uhr ging auch die Munition für die schweren Waffen aus, und gegnerische Panzer waren durch die Hauptkampflinie gebrochen. Generalmajor Scherer bat deshalb dringend um Luftunterstützung und Verstärkung sowie den beschleunigten Durchbruch der „Gruppe Lang“. Tatsächlich erschienen nun stündlich Sturzkampfflugzeuge, und per Lastensegler wurde ein neues Pak-Geschütz eingeflogen, welches die Panzer im Ostteil der Stadt bekämpfte. Bereits um 12:45 Uhr meldete Scherer die Abwehr des gegnerischen Angriffs. Allerdings kostete das schwere Artilleriefeuer weiterhin schwere Verluste. Auf die kaum 2 km² große Fläche fielen an diesem Tag etwa 1.500 Granaten. Bei den Kämpfen fielen nach zeitgenössischen deutschen Schätzungen etwa 100 deutsche und 600 sowjetische Soldaten. Am 2. Mai erfolgten zwar wieder Angriffe und Bombardierungen, jedoch in geringerem Umfang als zuvor. An den beiden Tagen schossen die deutschen Verteidiger acht Panzer ab. Erst am 3. Mai setzte der sowjetische Großangriff gegen Cholm wieder ein, wobei erneut Einbrüche in die Hauptkampflinie durch die Rote Armee erreicht wurden. Allerdings verlor sie dabei wiederum mehrere hundert Soldaten und 13 Panzer.

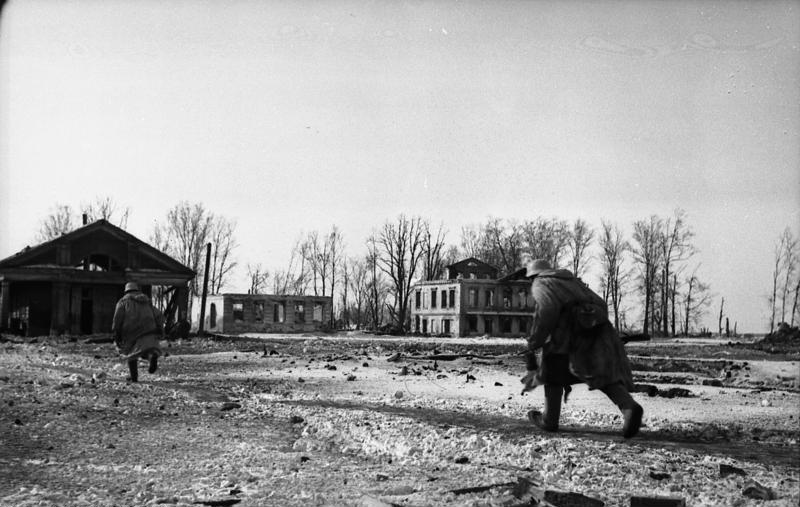
Deutsche Soldaten laufen zur Deckung.

Am Abend dieses Tages waren bereits die ersten Fahrzeuge der „Gruppe Lang“ nahe dem zwei Kilometer entfernten Ort Kusemkino zu sehen. Doch auch am 4. Mai konnte die Verbindung trotz weiterer schwerer Kämpfe nicht hergestellt werden. Erst am Morgen des 5. Mai um 6:20 Uhr konnte ein Stoßtrupp mit Sturmgeschützen unter Oberleutnant Freiherr von Hohenhausen Cholm erreichen. Bis 16:10 Uhr konnte eine Fernsprechleitung gelegt werden, und um 16:25 Uhr traf das erste vollständige Bataillon der „Gruppe Lang“ in der Stadt ein. Nach dem Entsatz des Kessels kamen zwar umgehend der Kommandierende General des XXXIX. Panzerkorps, General Hans-Jürgen von Arnim, und der Befehlshaber der 16. Armee, Generaloberst Ernst Busch, zur Inspektion nach Cholm, doch der Ort blieb nach wie vor umkämpft. Erst am 18. Mai zogen sich die sowjetischen Verbände aus dem Südostteil der Stadt zurück, während der Nordostteil erst am 8. Juni 1942 von deutschen Truppen eingenommen werden konnte. Die Stadt Cholm blieb danach unter deutscher Besatzung, bis sie schließlich am 21. Februar 1944 kampflos geräumt wurde. Die 218. Infanterie-Division etablierte in diesem Bereich eine neue Front, während die Angehörigen der „Kampfgruppe Scherer“ einen längeren Heimaturlaub erhielten. Insgesamt verloren 1550 deutsche Soldaten ihr Leben während der Kämpfe um den Kessel; etwa 2200 weitere wurden verwundet. Zusammen entspricht das etwa 60 % der ursprünglich eingeschlossenen Soldaten. Über die Gesamtzahl sowjetischer Verluste gibt es in der Literatur Unsicherheiten. Sie wurden 2012 von Robert Forczyk zuletzt auf 20.000 bis 25.000 Mann geschätzt.

## Rezeption

### Deutsche Seite

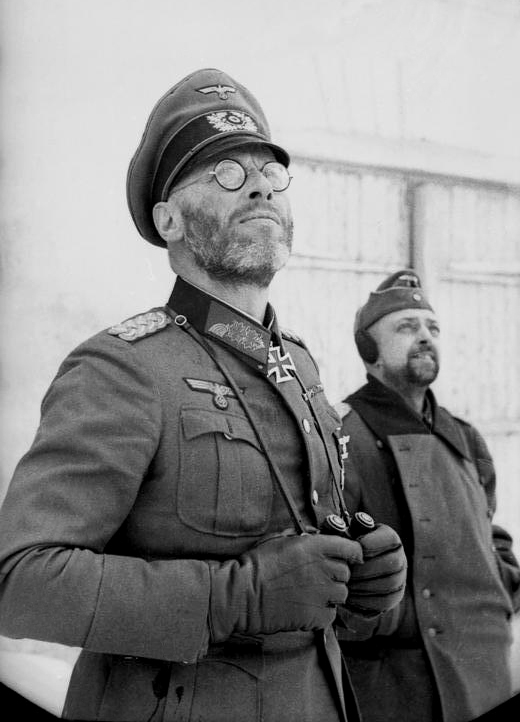
Generalmajor Theodor Scherer mit Ritterkreuz in Cholm

Während der Kämpfe war die deutsche Öffentlichkeit nicht über die Existenz des Kessels von Cholm unterrichtet worden. Im Wehrmachtbericht hieß es lediglich lapidar:

„Im nördlichen Abschnitt der Ostfront wehrte vorgeschobene Kräftegruppe erfolgreich überlegene Feindkräfte ab.“

Ende März 1942 wurde bekanntgegeben, dass Generalmajor Scherer am 21. Februar das Ritterkreuz des Eisernen Kreuzes verliehen worden war, ohne jedoch konkrete Gründe anzugeben:

„Generalmajor Theodor Scherer hat Ende Januar mit verhältnismäßig geringen Kräften eine größere Ortschaft gegen dauernde schwere Angriffe der Sowjets verteidigt. Obwohl er verwundet wurde, leitete er mit ungeschwächter Energie unter Einsatz seiner ganzen Persönlichkeit Wochen hindurch die erfolgreiche Abwehr, die durch das Binden starker Feindkräfte für die Gesamtführung von ausschlaggebender Bedeutung war.“

Erst am 6. Mai, nach dem erfolgreichen Entsatz der Besatzung, teilte der Wehrmachtbericht mit, dass die „Kampfgruppe Scherer“ mehr als drei Monate lang eingekesselt gewesen war:

„Am nördlichen Abschnitt der Ostfront stellten deutsche Truppen in kühnem, planmäßig vorbereiteten Angriff die Verbindung zu einem vom Feinde eingeschlossenen wichtigen Stützpunkt wieder her. Die unter dem Kommando des Generalmajors Scherer stehende Besatzung dieses Stützpunktes hat seit dem 21. Januar 1942 in hartem Abwehrkampf zahlreichen Angriffen überlegener feindlicher Kräfte mit hervorragender Tapferkeit standgehalten.“

In den folgenden Monaten wurde die Belagerung von Cholm propagandistisch verwertet. Während die beteiligten Soldaten mit dem Cholmschild und Generalmajor Scherer mit dem Eichenlaub zum Ritterkreuz ausgezeichnet wurden, erschienen einige Berichte von Kampfteilnehmern in der Zeitschrift Die Wehrmacht. Bald darauf erschien der Bildband Kampfgruppe Scherer – 105 Tage eingeschlossen des Kriegsberichterstatters Richard Muck. Dieser war Anfang März 1942 mit einem Lastensegler im Kessel eingetroffen und hatte etwa 2.500 Fotos gemacht, welche das Geschehen im Kessel von Cholm zu einem bis heute bildlich sehr gut dokumentierten Ereignis machen.
Unter den Gefallenen der Schlacht befanden sich auch 105 Angehörige des Reserve-Polizei-Bataillons 65. In Anerkennung des Beitrages der Einheit zur erfolgreichen Verteidigung des Kessels durfte sich das Bataillon, dass sich durch große Brutalität „auszeichnete“, folglich Reserve-Polizei-Bataillon 65 „Cholm“ nennen.
Die erfolgreiche Verteidigung mithilfe der Versorgung aus der Luft und der schließliche Entsatz von Cholm trugen einige Monate später zum für die Deutschen letztlich verheerenden Beschluss bei, das gleiche beim viel größeren Kessel von Stalingrad zu versuchen.
Im Jahre 1944 erschien dann ein weiterer Band von Otto Karsten in der Reihe Schriftenreihe zur Truppenbetreuung, der sich mit der Schlacht um Cholm beschäftigte. Dieses Buch war offensichtlich dazu gedacht, den Durchhaltewillen der soldatischen Leser zu stärken, indem ihnen jener „Heldenkampf der Gruppe Scherer“ (S. 1) als Beispiel dienen sollte. Danach blieb die Schlacht um Cholm eine Randnotiz in den Überblickswerken zur Geschichte des Zweiten Weltkrieges, zumal es sich nur um einen kleinen Kessel gehandelt hatte. Eine wissenschaftliche Beschäftigung mit dem Thema steht noch aus. Die Quellenlage ist dabei schlecht, denn während der Kämpfe wurden umfangreiches Aktenmaterial, Teile des Kriegstagebuches, Lagekarten und Befehle vernichtet. Ein Forschungsinteresse besteht jedoch, wie zuletzt im März 2005 die öffentliche Suchanzeige des amerikanischen Historikers Dirk Burgdorf nach Zeitzeugen der Schlacht zeigte.

### Sowjetische Seite

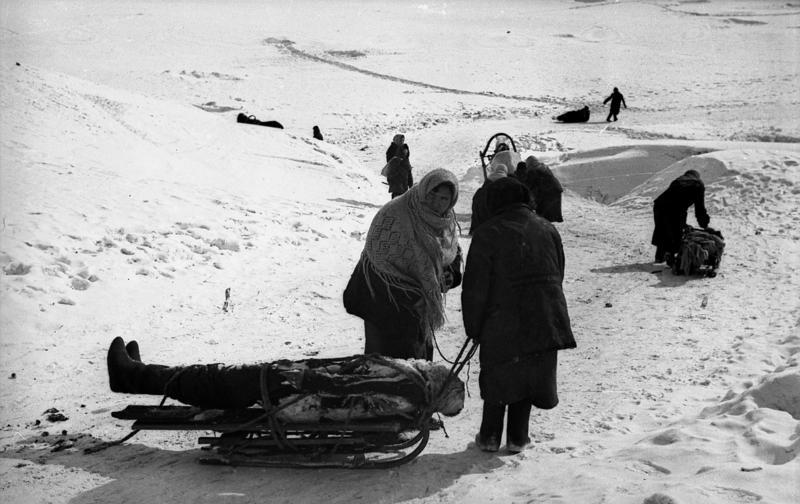
Russische Frauen bergen Tote mit Schlitten

Noch wesentlich schwieriger ist die Quellen- und Literaturlage in der frühen sowjetischen Publizistik. Die Belagerung von Cholm fand zunächst praktisch in keiner Veröffentlichung eine Erwähnung. In der offiziellen Geschichte des Großen Vaterländischen Krieges heißt es lediglich, dass im Raum Cholm die 218. Infanterie-Division eingeschlossen worden sei. Abgesehen davon, dass sich nur wenige Teile dieser Division im Kessel befanden, wurde auch nichts weiter zu den Kämpfen ausgeführt. Auf Lagekarten zu Operationen der Roten Armee aus der sowjetischen Literatur verlief die eingezeichnete Frontlinie auch immer östlich von Cholm, so als ob die Stadt nie hinter den sowjetischen Linien gelegen hätte. In der Советская Военная Энциклопедия von 1980 findet man unter dem Eintrag Cholm lediglich eine Erläuterung des Partisanenangriffs vom 18. Januar 1942, ohne jedoch zu erwähnen, dass die Partisanen sich bereits nach wenigen Stunden zurückziehen mussten, wie dies von einem der Verantwortlichen, A. N. Asmolov, schon 1969 richtig dargestellt worden war. Erst in der Zeit der Perestroika erschien mit den Erinnerungen des ehemaligen Generalleutnants G. G. Semjonov ein detaillierter Bericht über die Kämpfe um die Stadt. In diesem wurden vor allem die besondere Intensität der Kämpfe und die hohen beiderseitigen Verluste hervorgehoben, ohne jedoch genaue Angaben zu machen. Nach dem Zerfall der Sowjetunion erschienen vermehrt operative Analysen des Krieges, in denen dem ganzen Ablauf des Kampfgeschehens – auch der Schlacht um Cholm – Rechnung getragen wird.
Über die Zahl der in der Stadt während der Kämpfe verbliebenen Zivilisten, deren Lebensbedingungen und Opfer ist kaum etwas bekannt. Von dem teilweise in Cholm eingeschlossenen Polizeibataillon 65, das bereits vor dem Kessel an der Erschießung von tausenden jüdischen Männern, Frauen und Kindern und anderen Zivilisten und Kriegsgefangenen beteiligt war, ist nach Material, das der gemeinnützige Verein „Gelsenkirchenzentrum“ zusammengetragen hat, der Mord an einer etwa 18-jährigen jungen Frau überliefert. Weil sie gesagt haben soll: „Viele deutsche Mütter werden weinen“ wurde sie auf Befehl und da sie nicht gleich starb unter Mitwirkung des Chefs der 1. Kompanie Walter Grundmann erhängt.

### Sekundärliteratur
- Александр Заблотский/ Роман Ларинцев: Демянск – Предтеча сталинграда. In: Авиамастер. 1 (2004) (Online-Version)
- А. Н. Асмолов: За линией фронта. In: Autorenkollektiv: На Северо-Западном фронте. Москва 1969, S. 269–288. (Online-Version (Memento vom 26. Mai 2009 im Internet Archive))
- В. В. Бешанов: Год 1942. Harvest Publ., Минск 2002. (Online-Version)
- Robert Forczyk: Demyansk 1942-43 - The Frozen Fortress. Osprey Publ., London 2012, ISBN 978-1-84908-552-6.
- А. Исаев: Краткий курс истории ВОВ – Наступление маршала Шапошникова. Яуза Эксмо, Москва 2005, ISBN 5-699-10769-X. (Online-Version)
- Ernst Klink: Heer und Kriegsmarine. In: Horst Boog, Jürgen Förster, Joachim Hoffmann, Ernst Klink, Rolf-Dieter Müller, Gerd R. Ueberschär: Der Angriff auf die Sowjetunion (= Militärgeschichtliches Forschungsamt [Hrsg.]: Das Deutsche Reich und der Zweite Weltkrieg. Band 4). 2. Auflage. Deutsche Verlags-Anstalt, Stuttgart 1987, ISBN 3-421-06098-3, S. 451–712 (eingeschränkte Vorschau in der Google-Buchsuche).
- В. А. Пережогин: Холм. In: Советская Военная Энциклопедия. Bd. 8, Москва 1980, S. 384.
- Битва под Москвой – Хроника, Факты, Люди. Olma-Press, Москва 2002.
- Stefan Sauer, Wolfgang Steche: Gesichter des Krieges – Auf den Schlachtfeldern Europas 1939–1945. Rhein-Mosel-Verlag, 2021, ISBN 978-3-89801-380-2, S. 111ff.